# لا سبيتسيا

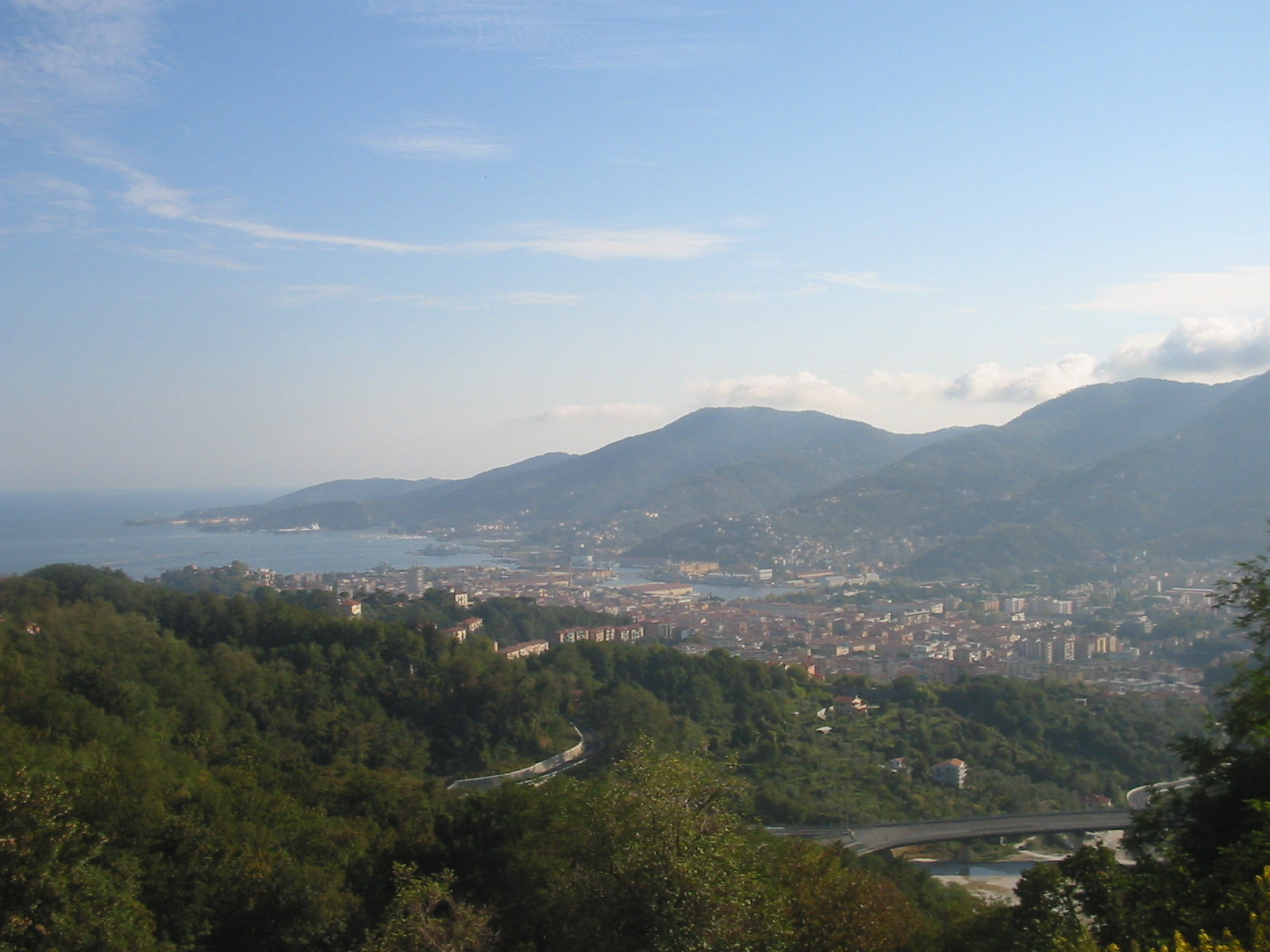
لا سبيتسيا من التلال الشمالية

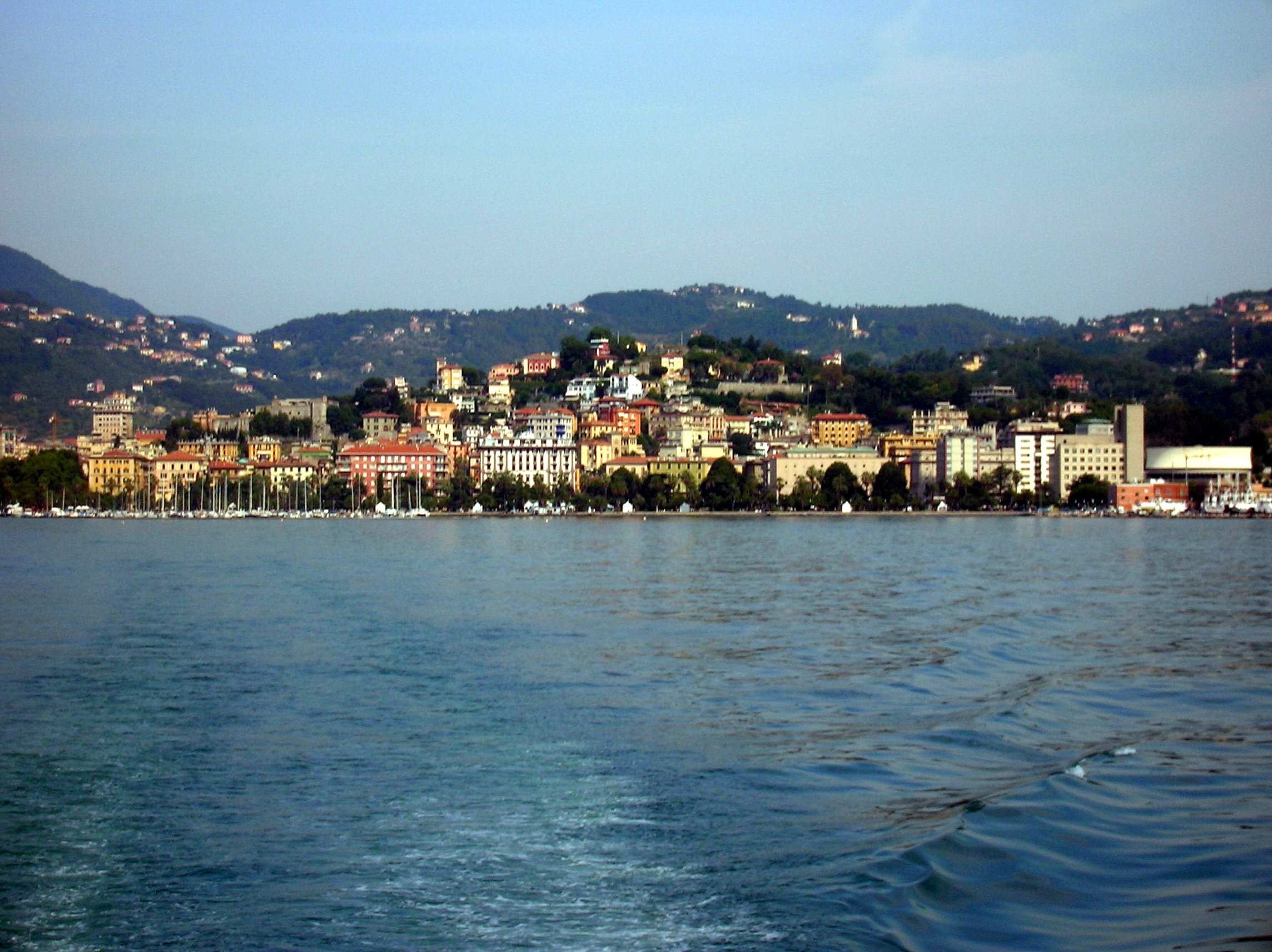
لا سبيتسيا من البحر

لا سبيتسيا (بالإيطالية: La Spezia)‏ هي مدينة في الجزء الشمالي الغربي من إيطاليا، ثاني أكبر مدن إقليم ليغوريا بعد جنوا، وعاصمة مقاطعة لا سبيتسيا، عدد سكانها 94.263 نسمة.
تقع في عمق وسط خليج طبيعي معروف باسمها، قريبة من الحدود مع توسكانا، أحد أهم الموانئ التجارية والعسكرية في إيطاليا كما توجد بها مصانع أكبر شركة للصناعات العسكرية في إيطاليا Oto Melara.
كما يمكن الوصول إلى كل من ليريتشي وبورتوفينيري بوسائل النقل العام حيث تبعدان 15 كم من المحطة قطارات لا سبيتسيا الرئيسية.

## السكان
في سنة 1861 بلغ عدد السكان 15٬330 نسمة، وتطور العدد ليصل في سنة 2011 لـ 92٬659 نسمة.
يظهر هذا المخطط البياني تطور النمو السكاني لـ لا سبيتسيا

## التاريخ
استُوطنت منطقة لا سبيتسيا منذ ما قبل التاريخ. في عصر الروماني كانت لوني أهم مركز وهي الآن تقع في جوار سارزانا (مدينة صغيرة بالقرب من لا سبيتسيا).

## أهم المعالم
لا سبيتسيا هي نقطة الانطلاق إلى شنكوي تيري، سواء بالقطار أو بالقارب. وبالقارب أيضا يمكن الوصول إلى ليريتشي وبورتوفينيري قبل المرور عبر البحر المفتوح نحو شنكوي تيري.
تشمل المعالم الرئيسية للمدينة :

### المتاحف
- "Museo Ubaldo Formentini"—متحف حضري في قلعة سان جورجو.
- "Museo Amedeo Lia" متحف.
- "Palazzina delle arti e museo del sigillo" قصر الفنون ومتحف الأختام.
- "Centro d'Arte Moderna e Contemporanea" متحف الفن الحديث والمعاصر.
- "Museo Diocesano" متحف الأسقفية.
- "Museo Civico Etnografico" متحف الانتروبولوجيا الوصفية المدنية.
- "Museo Tecnico Navale" متحف التقنية البحرية.
- "Museo Nazionale dei Trasporti" متحف النقل الوطني.

## توأمة
للا سبيتسيا اتفاقيات توأمة مع كل من:
- تولون
- بايرويت (1999 - )
- فاليجو
- زوهاي

## أعلام
- أندريا أورلاندو
- ألكسيا
- سيرجيو بيرتوني
- جيانكارلو جيانيني
- برونو فيسينتين
- إدواردو ريتشي
- أندريا راجي
- أليساندرو بيتاتشي
- جورجيو بامبيني
- بيرسي بيش شيلي